# Joey Jordison
Joey Jordison (nume la naștere Nathan Jonas Jordison; n. 26 aprilie 1975, Des Moines, Iowa, SUA – d. 26 iulie 2021, Des Moines, Iowa, SUA), cunoscut și ca #1, a fost un muzician, compozitor și producător muzical american. A fost co-fondatorul și bateristul formației de heavy metal Slipknot, cu care a căștigat premii Grammy. A fost, de asemenea, chitarist și vocalist pentru formația Murderdolls și baterist al lui Rob Zombie.
Crescut în Des Moines, Iowa, Joey și-a dezvoltat repede interesul pentru muzică, învățând să cânte la tobe și chitară. Jordison s-a alăturat mai multor formații de-a lungul anilor de liceu. La 20 de ani a fost convins să se alăture trupei The Pale Ones care mai târziu a evoluat în Slipknot. Dedicația acestuia pentru muzică i-a deschis drumul și libertatea de a lucra și interpreta cu mai multe formații printre care Metallica, Korn, Ministry, Satyricon, System of a Down, Rob Zombie și 3 Inches of Blood.

## Biografie
Jordison s-a născut în data de 26 aprilie 1975, la spitalul Mercy din Des Moines, Iowa, Statele Unite. A crescut într-o zonă rurală, înafara orașului Waukee. I-a plăcut muzica de la o vârstă fragedă, asta datorită parinților: „întotdeauna mă așezau în fața radioului, rar la televizor”. Interpreta la chitară până să primească primele tobe de la părinții lui la vârsta de 8 ani și și-a fondat prima formație în școala elementară. Încă la o vârstă tânără, părinții acestuia au divorțat iar el și cele două surori au rămas cu mama lor. Deoarece nu mai avea tată, Jordison era acum capul familiei și își ajuta mama, ceea ce l-a maturizat de la o vârstă tânără. Acestuia nu-i plăcea școala, spunând că era „foarte intorvertit și nu avea mulți prieteni”. Notele lui au suferit datorită concentrației asupra muzicii. Deși era implicat în multe proiecte, doar la 15 ani a avut o formație serioasă. A fondat Modifidious unde el interpreta la tobe. Datorită acestei formații, a reușit să interpreteze live pentru formațiile locale, printre care și Atomic Oper, alături de Jim Root și Heads On The Wall alături de Shawn Crahan. După multe schimbări care includ și prezentarea lui Craig Jones și Josh Brainard - care va apărea în Slipknot - formația a lansat două melodii demo în 1993: Visceral și Mud Fuchia.
După ce a părăsit școala s-a angajat la un magazin local numit Musicland. În martie 1994, după recomandarea unui prieten, s-a angajat la un garaj Sinclair din Urbandale. Modifidious s-a destrămat în târziul anului 1995 datorită interesului mare asupra death metal în SUA. Acesta a mai fost implicat în proiecte cu The Rejects și Anal Blast.

### Decesul
Joey Jordison a decedat, în somn, în data de 26 iulie 2021, la vârsta de 46 de ani.

## Cariera muzicală

### Slipknot

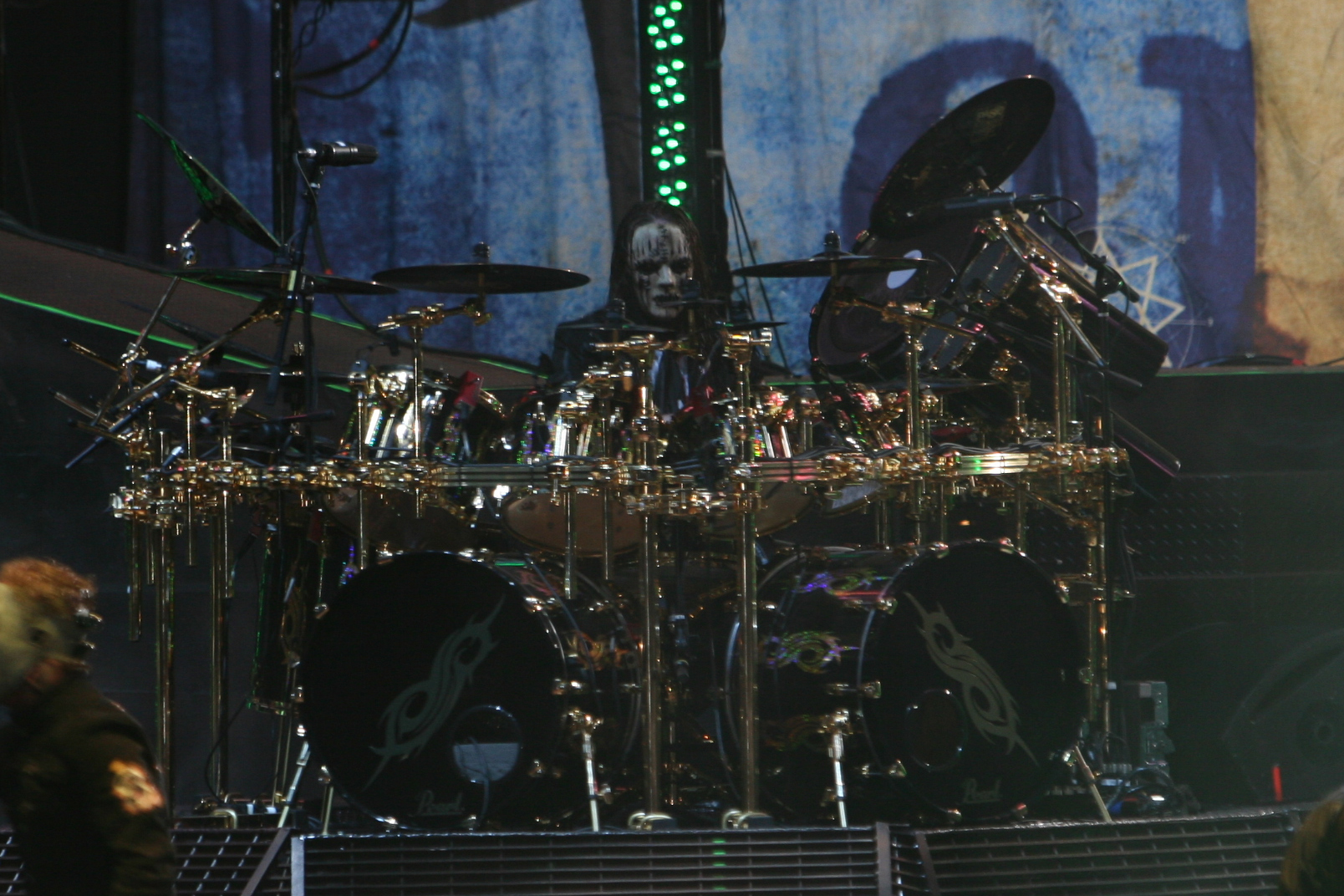
Joey Jordison evoluând cu Slipknot la Mayhem Festival 2008

În septembrie 1995, Paul Gray s-a apropiat de Joey în timp ce acesta lucra și i-a propus să se alăture The Pale Ones. Dezvoltarea proiectului Slipknot era discutat de membrii formației în timp ce Jordison lucra de noapte la garajul Sinclair. El este considerat cel mai dedicat membru din formație deoarece se implică în multe lucruri legate de aceasta, precum compoziția, mixul și producerea, spunând că „este primul care a venit și ultimul care pleacă”. Fiecare membru are un număr, Jordison are numărul 1. Joey a produs albumul live Slipknot din 2005, 9.0: Live și două albume cu Murderdolls, Beyond the Valley of the Murderdolls și Women and Children Last. În august 2008, Jordison și-a rupt glezna iar Slipknot au fost nevoiți să anuleze turneul din Anglia. Pe 22 august 2009, Jordison a fost dus de urgență la spital pentru apendicită (deși nu există o dovadă solidă), iar la doar o oră după a fost dus la concertul Pain in the Grass. Astfel, Slipknot a anulat spectacolele din august și septembrie, lăsându-i timp de recuperare lui Joey. Viteza maxima la care a ajuns live este de aproximativ 300 bpm. 

### Murderdolls
În timpul turului cu Slipknot de la Ozzyfest din 2001 pentru a promova albumul Iowa, Jordison i-a întălnit pe Tripp Eisen, apoi pe Static-X; cei doi au discutat formarea unui proiect muzical. În 2002, acesta a redenumit formația The Rejects în Murderdolls. Acesta de devenit chitaristul formației și l-a recrutat pe Wednesday 13 din Frankenstein Drag Queens from Planet 13 pentru a interpreta la bas. Până la urmă Wednesday a devenit vocalist, formația fiind formată din Ben Graves, Eric Griffin și Acey Slade. Murderdolls au semnat cu Roadrunner Records și au lansat extend play-ul Right to Remain Violent. În august 2002 au lansat albumul Beyond the Valley of the Murderdolls. Ca inspirație pentru versuri, s-au folosit de filme horor ca Friday the 13th și Night of the Living Dead. Pe 30 octombrie 2002 aceștia au apărut într-un episod din Dawson's Creek numit Living Dead Girl. Se așteaptă ca formația să lanseze cel de-al doilea album, Women & Children Last pe 31 august.

## Alte proiecte

### Interpretări și remix-uri
În 2001, Jordison a lucrat la un remix pentru The Fight Song al lui Marilyn Manson. De asemenea, Jordison a apătur în videoclipul Tainted Love al lui Marilyn Manson. Un an mai târziu, Manson a dezvăluit că Jordison a lucrat cu el la albumul The Golden Age of Grotesque. Jordison a interpretat la chitară, însă melodia nu a apărut pe album. În 2004, acesta a apărut pe albumul celor de la OTEP, House of Secrets ca toboșar pentru 6 melodii de pe album. În 2008 a apărut pe albumul „V” is for Viagra al formației Puscifer.

### Producție
În august 2004, s-a implicat în Roadrunner United, o celebrare a aniversării de 25 de ani ai Roadrunner Records. Fiind unul dintre cei „4 căpitani ai echipelor” care au scris și produs material pentru album, a mai interpretat la tobe pentru 6 melodii și la chitară bas pentru 3. În 2007, cei de la 3 Inches of Blood l-au recrutat pe Jordison pentru albumul Fire Up the Blades.

## Discografie
| An   | Nume                                               | Ref   |
| ---- | -------------------------------------------------- | ----- |
| 1996 | Forgetting Yesterday And Beating You With Kindness | [ 7 ] |

| An   | Nume                            | Ref    |
| ---- | ------------------------------- | ------ |
| 1996 | Mate. Feed. Kill. Repeat.       | [ 8 ]  |
| 1998 | Slipknot demo                   | [ 9 ]  |
| 1999 | Slipknot                        | [ 10 ] |
| 2001 | Iowa                            | [ 11 ] |
| 2004 | Vol. 3: (The Subliminal Verses) | [ 12 ] |
| 2005 | 9.0 Live                        | [ 13 ] |
| 2008 | All Hope Is Gone                | [ 14 ] |

| An   | Nume                                 | Ref    |
| ---- | ------------------------------------ | ------ |
| 2002 | Right to Remain Violent              | [ 15 ] |
| 2002 | Beyond the Valley of the Murderdolls | [ 16 ] |
| 2010 | Women and Children Last              | [ 17 ] |

| An   | Nume                  | Ref    |
| ---- | --------------------- | ------ |
| 2005 | The All-Star Sessions | [ 18 ] |

| An   | Nume                           | Ref    |
| ---- | ------------------------------ | ------ |
| 2012 | Love Songs For People Who Hate | [ 19 ] |

| An   | Nume                                 | Artist            | Ref    |
| ---- | ------------------------------------ | ----------------- | ------ |
| 2002 | Beyond the Valley of the Murderdolls | Murderdolls       | [ 16 ] |
| 2005 | The All-Star Sessions                | Roadrunner United | [ 18 ] |
| 2005 | 9.0 Live                             | Slipknot          | [ 20 ] |
| 2007 | Fire Up the Blades                   | 3 Inches of Blood | [ 21 ] |
| 2010 | Women and Children Last              | Murderdolls       | [ 17 ] |

| An   | Nume                         | Artist            | Ref    |
| ---- | ---------------------------- | ----------------- | ------ |
| 2004 | House of Secrets             | OTEP              | [ 23 ] |
| 2005 | Harvest Ritual Volume I      | Necrophagia       | [ 24 ] |
| 2007 | Fire Up the Blades           | 3 Inches of Blood | [ 21 ] |
| 2010 | Hellbilly Deluxe 2 (Reissue) | Rob Zombie        | [ 25 ] |

## Filmografie
| An   | Film                                        | Rol  | Regizor           | Ref           |
| ---- | ------------------------------------------- | ---- | ----------------- | ------------- |
| 1999 | Welcome to Our Neighborhood                 | Self | Thomas Mignone    | [ 26 ] [ 27 ] |
| 2001 | We Sold Our Souls for Rock 'n Roll          | Self | Penelope Spheeris | [ 28 ] [ 29 ] |
| 2002 | Rollerball                                  | Self | John McTiernan    | [ 30 ] [ 31 ] |
| 2002 | Dawson's Creek ("Living Dead Girl" episode) | Self | ?                 | [ 32 ]        |
| 2002 | Disasterpieces                              | Self | Matthew Amos      | [ 33 ] [ 34 ] |
| 2005 | Metal: A Headbanger's Journey               | Self | Sam Dunn          | [ 35 ] [ 36 ] |
| 2006 | Voliminal: Inside the Nine                  | Self | Shawn Crahan      | [ 37 ] [ 38 ] |
| 2008 | Roadrunner United: The Concert DVD          | Self | ?                 | [ 39 ]        |
| 2009 | Of the (sic): Your Nightmares, Our Dreams   | Self | Shawn Crahan      | [ 40 ] [ 41 ] |
| 2010 | (sic)nesses                                 | Self | Shawn Crahan      |               |